# Лазино
Лазино (итал. Lasino) је насеље у Италији у округу Тренто, региону Трентино-Јужни Тирол.
Према процени из 2011. у насељу је живело 688 становника. Насеље се налази на надморској висини од 453 м.

## Становништво
| 1931. | 1936. | 1951. | 1961. | 1971. | 1981. | 1991. | 2001. | 2011. |
| ----- | ----- | ----- | ----- | ----- | ----- | ----- | ----- | ----- |
| 1.030 | 979   | 1.089 | 995   | 949   | 894   | 1.028 | 1.178 | 1.302 |